# Грузьке (Катеринівська сільська громада)
Гру́зьке (колишня назва — Грузівка) — село в Україні, у Кропивницькому районі Кіровоградської області. Входить до складу Катеринівської сільської громади. Населення становить 1 295 осіб.
Село умовно поділене на 6 районів і налічує 17 вулиць.
Біля села розташована гідрологічна пам'ятка природи «Джерельце».

## Історія
Грузьке засноване 1752 року.
У 1754–1759 й 1761–1764 роках село входило до складу Новослобідського козацького полку.
Грузівку не пізніше 1824 року (1825 року батько вже помер) відвідав Тарас Шевченко, чумакуючи з батьком до Єлисаветграда. Про це він згадав у повісті «Наймичка»:
| «— А вот и Елисавет! — сказал отец — Где? — спросил я — Вон на горе цыганские шатры белеют К половине дня мы приехали в Грузовку, а на другой день поутру уже в самый Елисавет Грустно мне! Печально мне вспоминать теперь мою молодость, мою юность, мое детство беззаботное! Грустно мне вспоминать теперь те степи широкие, беспредельные, которые я тогда видел и которых уже не увижу никогда.»[2] |

## Населення
Згідно з переписом УРСР 1989 року чисельність наявного населення села становила 2061 особа, з яких 941 чоловік та 1120 жінок.
За переписом населення України 2001 року в селі мешкало 1296 осіб.

### Мова
Розподіл населення за рідною мовою за даними перепису 2001 року:
| Мова       | Відсоток |
| ---------- | -------- |
| українська | 78,61 %  |
| молдовська | 17,92 %  |
| російська  | 3,40 %   |
| угорська   | 0,08 %   |